# شکمب میفتاری
شکمب میفتاری (انگلیسی: Shkemb Miftari؛ زادهٔ ۱ اوت ۱۹۹۳) بازیکن فوتبال اهل آلمان است.
از باشگاه‌هایی که در آن بازی کرده‌است می‌توان به باشگاه فوتبال وولفسبورگ اشاره کرد.